# Distretto di Maiji
Il distretto di Maiji è un distretto della Cina, situato nella provincia del Gansu.